# A Three Second Breath
A Three Second Breath è un brano musicale di Raphael Gualazzi, pubblicato l'8 aprile 2011 come terzo singolo radiofonico e digitale dal suo secondo album Reality and Fantasy.
La canzone è stata presentata in anteprima il 2 aprile 2011 durante la trasmissione televisiva di Rai 3 Che tempo che fa, condotta da Fabio Fazio.
Il brano, pubblicato dall'etichetta Sugar Music, è mixato da James F. Reynolds ed è scritto e prodotto dallo stesso Raphael Gualazzi.

## Tracce
Download digitale
1. A Three Second Breath – 3:36 (Raphael Gualazzi)

## Il video
Il videoclip per il singolo, diretto da Duccio Forzano, si basa sull'alternanza di immagini ad effetto e sulla forte presenza di giochi di colore.